# Challenger of Dallas 2017

El torneo RBC Tennis Championships of Dallas 2017 fue un torneo profesional de tenis. Pertenece al ATP Challenger Series 2017. Se disputará su 20.ª edición sobre superficie dura bajo techo, en Dallas, Estados Unidos entre el 30 de enero al el 4 de febrero de 2017.

## Jugadores participantes del cuadro de individuales
| Favorito | País                      | Jugador           | Rank1 | Posición en el torneo |
| -------- | ------------------------- | ----------------- | ----- | --------------------- |
| 1        | Bandera de Estados Unidos | Ryan Harrison     | 82    | CAMPEÓN               |
| 2        | Bandera de Estados Unidos | Taylor Fritz      | 93    | FINAL                 |
| 3        | Bandera de Kazajistán     | Mikhail Kukushkin | 98    | Segunda ronda         |
| 4        | Bandera de Estados Unidos | Frances Tiafoe    | 108   | Cuartos de final      |
| 5        | Bandera de Alemania       | Benjamin Becker   | 119   | Primera ronda         |
| 6        | Bandera de Estados Unidos | Denis Kudla       | 129   | Semifinales           |
| 7        | Bandera de Estados Unidos | Rajeev Ram        | 130   | Cuartos de final      |
| 8        | Bandera de Estados Unidos | Tim Smyczek       | 136   | Primera ronda         |

- 1 Se ha tomado en cuenta el ranking del 16 de enero de 2017.

### Otros participantes
Los siguientes jugadores recibieron una invitación (wild card), por lo tanto ingresan directamente al cuadro principal (WC):
- Marcos Giron
- Mackenzie McDonald
- Eric Quigley
- Chase Wood

Los siguientes jugadores ingresan al cuadro principal tras disputar el cuadro clasificatorio (Q):
- Alejandro Gómez
- Christian Harrison
- Denys Molchanov
- Raymond Sarmiento

## Campeones

### Individual Masculino
- Ryan Harrison derrotó en la final a  Taylor Fritz, 6–3, 6–3

### Dobles Masculino
- David O'Hare /  Joe Salisbury derrotaron en la final a  Jeevan Nedunchezhiyan /  Christopher Rungkat, 6–7(6), 6–3, [11–9]